# كورني دي سوريبويس
كورني دي سوريبويس (بالإنجليزية: Corne de Sorebois)‏ هو أحد جبال سلسلة جبال الألب بينيني وجزء من القمة الأم يقع في كانتون فاليز، سويسرا. يبلغ ارتفاع الجبل حوالي 2896 متر، بينما يبلغ ارتفاع نتوء الجبل 82 متر.